# Северен масков тъкач
Северен масков тъкач (Ploceus taeniopterus) е вид птица от семейство Тъкачови (Ploceidae).

## Разпространение
Видът е разпространен в Етиопия, Демократична република Конго, Кения, Судан и Южен Судан.